# AGM-78 Standard ARM
El AGM-78 Standard ARM fue un misil antirradiación desarrollado por General Dynamics, Estados Unidos de América.

## Visión general
Originalmente desarrollado para la US Navy durante la década de 1960, el AGM-78 fue creado en gran parte debido a las limitaciones del AGM-45 Shrike, que sufrió de una ojiva pequeña, alcance limitado y un sistema de orientación pobre. Se le pidió a General Dynamics crear un ARM lanzable desde el aire modificando el misil tierra-aire RIM-66 SM-1. El uso de un diseño "off the shelf" reduce considerablemente los costos de desarrollo y los ensayos de la nueva arma comenzaron en 1967 después de tan sólo un año de desarrollo. Los primeros misiles operacionales se expidieron a principios de 1968.
El AGM-78 fue apodado "starm", abreviatura de Standard ARM. La primera versión del misil, el A1 Mod 0, era poco más que un RIM-66 lanzable desde el aire con la cabeza buscadora antirradar del Shrike montada en la parte frontal. Tenía un cohete de combustible sólido Aerojet Mark 27 MOD 4 de doble impulso y estaba equipado con una ojiva explosiva de fragmentación. Aunque más eficaz, el AGM-78 fue mucho más caro que el AGM-45 y el Shrike continuó en servicio durante algún tiempo. El nuevo misil lo llevó el F-105F/G y el A-6B/E.

## Variantes

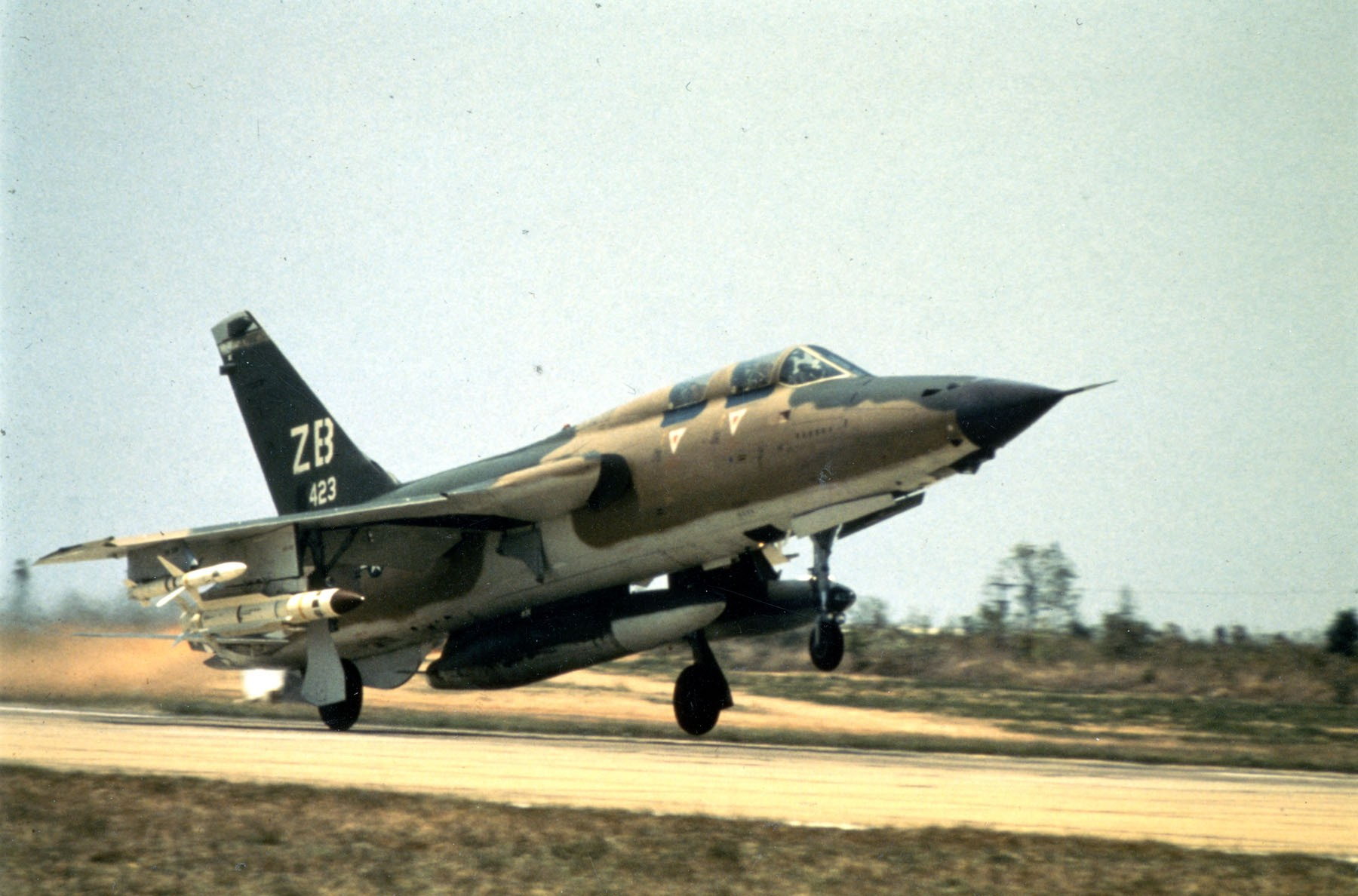
Un F-105G despegando de Vietnam del Norte en 1971

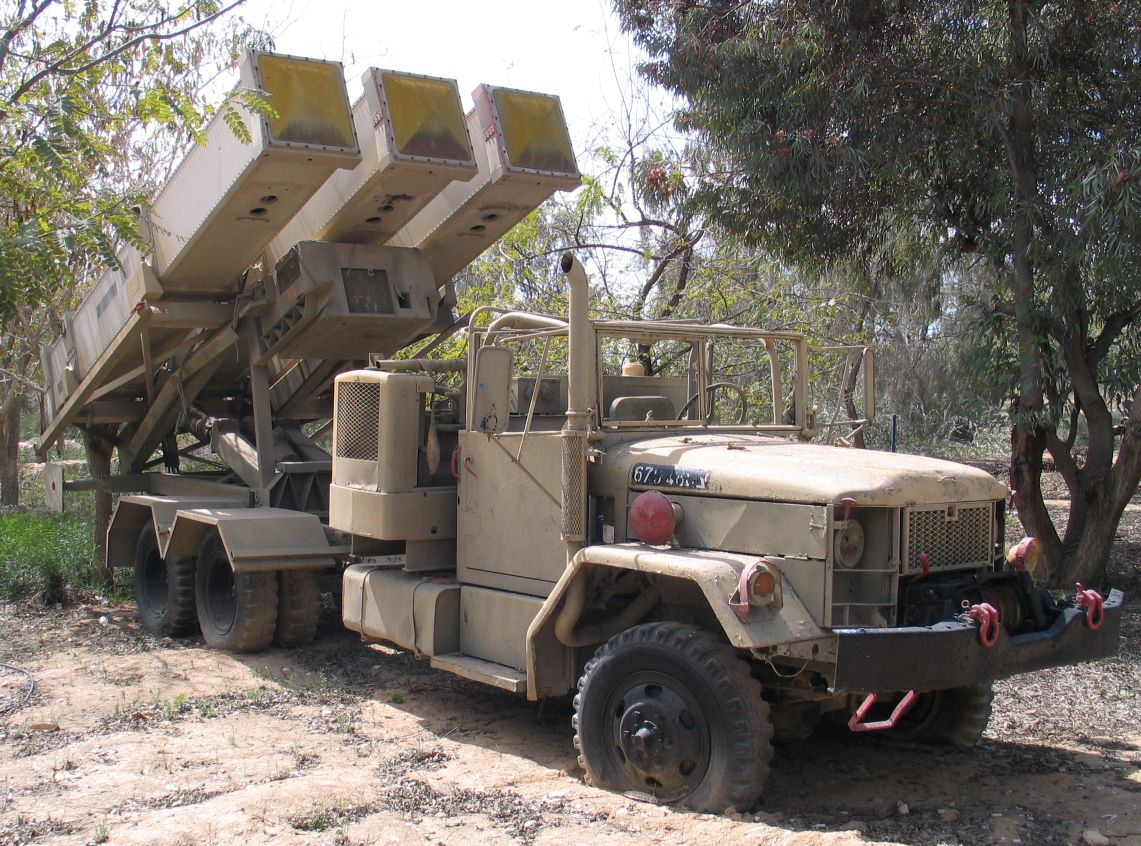
Un lanzador Israelí Keres de AGM-78 Standard ARM del museo de la Fuerza Aérea Israelí.

Se construyó una versión de entrenamiento inerte del AGM-78A llamado ATM-78A. De igual tamaño, masa y forma, el misil carecía de cabeza buscadora, ojivas o sistemas de propulsión y fue esencialmente un peso muerto.
El modelo A2 introdujo la capacidad de evaluación de daños por bomba (BDA), se utilizaba una bengala de fósforo blanco SDU-6/B para facilitar el lugar de seguimiento de los ataques.
En 1969 se fabricó un modelo mejorado llamado AGM-78B. Este incluía un buscador de banda ancha que permitía al misil usarse contra una amplia variedad de objetivos sin tener que seleccionarlo antes de la misión. Se incluyó un circuito simple de memoria, permitiendo que los misiles atacaran un objetivo una vez fijado, incluso si el radar se apagara. Los ARMs anteriores podían desviarse del curso y perderse cuando perdieran un objetivo y como resultado apagar y encender el radar se hubiera convertido en una táctica estándar para las baterías de misiles.
Algunos de los primeros AGM-78A1s se actualizaron con el nuevo circuito de memoria y el buscador. Estos misiles fueron designados como AGM-78A4. El AGM-78B fue la versión más importante de este misil y fue ampliamente utilizado por aviones Phantom II F-4G Wild Weasel de la fuerza aérea.
Se fabricó una versión de entrenamiento de los AGM-78B, conocida como ATM-78B.
En la década de 1970 se fabricó el AGM-78C. Un proyecto de la fuerza aérea de los Estados Unidos, el modelo C principalmente iba a ser más fiable y más barato de construir. Tenía un marcador de fósforo blanco B-29/SDU. Algunos misiles antiguos fueron actualizados al AGM-78C estándar. Como los anteriores, se fabricó un misil de entrenamiento ATM-78C.
Entre 1973 y 1976 se fabricó el AGM-78D, introduciendo un nuevo motor. La siguiente versión, el AGM-78D2, tenía una espoleta óptica activa, todavía una mayor fiabilidad y una nueva ojiva explosiva de fragmentación de 100 kg (220 libras). Le siguió el misil de entrenamiento ATM-78D.
El misil antirradiación RGM-66D embarcable utiliza el fuselaje básico del AGM-78 junto con características del misil aire-aire RIM-66 y AIM-97 Seekbat.
Incluyendo todas las versiones, se construyeron más de 3.000 misiles AGM-78. La producción se detuvo en la década de 1970, pero el misil continuó en servicio durante casi una década antes de que los últimos ejemplares fueran reemplazados por el AGM-88 HARM en la década de 1980.